# Аронвил
Аронвил (фр. Arronville) је насељено место у Француској у региону Париски регион, у департману Долина Оазе.
По подацима из 2011. године у општини је живело 656 становника, а густина насељености је износила 41,39 становника/km².

## Демографија
| 1962. | 1968. | 1975. | 1982. | 1990. | 2011. |
| ----- | ----- | ----- | ----- | ----- | ----- |
| 403   | 396   | 411   | 440   | 553   | 656   |